# Dixophlebia quadristrigata
Dixophlebia quadristrigata là một loài bướm đêm thuộc phân họ Arctiinae, họ Erebidae.